# Hampton (Novo Brunswick)
Hampton é uma pequena cidade localizada no Condado de Kings na província canadense de New Brunswick, no leste do Canadá.